# Élections municipales de 2009 à New York
Les élections municipales de 2009 à New York ont permis d'élire les conseillers municipaux (Alderman ou Alderwoman), le greffier (Clerk), le trésorier (Treasurer) et le maire de la ville (Mayor). Le scrutin s'est déroulé le 3 novembre 2009.

## Les candidats
- Francisca Villar : Étudiante
- Stephen Christopher : Pasteur de l'église memorial baptist à Brooklyn
- Billy Talen : Auteur, artiste et enseignant.
- Dan Fein : Opérateur de machine à coudre
- Jimmy McMillan : Ancien employé de poste, détective privé et vétéran du Vietnam. Fondateur en 2005 du Rent is too damn high party contre la spéculation immobilière à New York.
- Joseph Dobrian : Manager d'une société de conseil
- William C. Thomson : Délégué du président du borough de Brooklyn puis chef du service financier de la ville de New York. Il se présente sous deux étiquettes le Parti démocrate d'une part, le WFP d'autre part.
- Michael Bloomberg : Homme d'affaires. Il se présente sous deux étiquettes, le Parti indépendant associé à Jobs and Education d'une part et le Parti républicain d'autre part.

## Résultats
| Candidat | Candidat            | Candidat            | Parti politique                                           | Votes   | %    |
| -------- | ------------------- | ------------------- | --------------------------------------------------------- | ------- | ---- |
|          | Michael Bloomberg   | Michael Bloomberg   | Parti républicain                                         | 435 393 | 37,7 |
|          | Michael Bloomberg   | Michael Bloomberg   | Parti de l'indépendance de New York et Jobs and Education | 150 073 | 13,0 |
|          | William C. Thompson | William C. Thompson | Parti démocrate                                           | 506 995 | 43,9 |
|          | William C. Thompson | William C. Thompson | Working Families Party                                    | 27 874  | 2,4  |
|          | Stephen Christopher |                     | Parti conservateur de l'État de New York                  | 18 013  | 1,6  |
|          | Billy Talen         | Billy Talen         | Parti vert                                                | 8 902   | 0,8  |
|          | Francisca Vilar     |                     | Parti pour le socialisme et la libération (en)            | 3 517   | 0,3  |
|          | Jimmy McMillan      | Jimmy McMillan      | Rent Is Too Damn High Party (en)                          | 2 332   | 0,2  |
|          | Joseph Dobrian      |                     | Parti libertarien                                         | 1 616   | 0,1  |
|          | Dan Fein            |                     | Parti socialiste des travailleurs                         | 1 311   | 0,1  |